# Maite Oroz
Maite Oroz Areta (* 25. März 1998 in Huarte, Navarra) ist eine spanische Fußballspielerin. Ihre bevorzugte Position ist das Zentrale Mittelfeld.

## Karriere

### Verein
Maite Oroz begann im Alter von sechs Jahren im Klub ihrer Heimatstadt CD Huarte mit dem Fußballsport. Mit elf Jahren wechselte sie zu CA Osasuna aus dem nahegelegenen Pamplona, wo sie 2013/14 in die erste Mannschaft aufstieg und die Segunda División, die zweite Spielklasse im spanischen Frauenfußball, bestritt. Als ihr Klub CA Osasuna im Sommer 2014 die Frauenfußballsektion zeitweise auflöste, wechselte Maite Oroz in die B-Mannschaft von Athletic Bilbao, die zu jener Zeit ebenfalls in der zweiten Spielklasse vertreten war. Ihre starke Saison, sie erzielte zehn Tore in 23 Spielen, ermöglichte ihr zur Spielzeit 2015/16 den Aufstieg in die erste Mannschaft. Mit Athletic Bilbao gewann sie auf Anhieb die spanische Meisterschaft, sie selbst war Stammspielerin im zentralen Mittelfeld und steuerte in 30 Spielen fünf Tore bei. In der Saison 2016/17 debütierte Maite Oroz in der UEFA Champions League, scheiterte jedoch mit ihrer Mannschaft bereits im Sechzehntelfinale mit 3:4 nach Hin- und Rückspiel an Fortuna Hjørring. Am 22. September 2018 zog sie sich am dritten Spieltag der Liga gegen Atlético Madrid einen Kreuzbandriss am linken Knie zu und fiel für den Rest der Saison aus. 2019/20 kehrte sie nach überstandener Rehabilitation in die Stammformation zurück und bestritt alle 21 Ligaspiele in der aufgrund der COVID-19-Pandemie verkürzten Meisterschaft.
Im Sommer 2020 wechselte Maite Oroz zur neugegründeten Frauenfußballsektion von Real Madrid. Mit dem Klub aus der spanischen Landeshauptstadt erreichte sie in ihrer ersten Saison den zweiten Platz in der Meisterschaft und qualifizierte sich damit für die Champions League 2021/22, bei der im folgenden Spieljahr der Einzug ins Viertelfinale gelang. Auch 2022/23 und 2023/24 nahm sie mit ihrer Mannschaft am höchsten europäischen Wettbewerb teil, scheiterte jedoch bereits in der Gruppenphase. In der Meisterschaft landete Maite Oroz mit Real Madrid 2021/22 auf dem dritten Platz und in den zwei darauffolgenden Spielzeiten auf Rang zwei. In der Copa de la Reina erreichte sie 2023 das Endspiel gegen den Stadtrivalen Atlético, den Titel verspielte Real Madrid trotz 2:0-Führung durch zwei späte Gegentore in der 88. und 96. Minute der regulären Spielzeit sowie einer 1:3-Niederlage im Elfmeterschießen. Im September 2024  wechselte Maite Oroz, nach 146 Pflichtspieleinsätzen und 13 Toren in den Reihen der Königlichen, zum englischen Erstligisten Tottenham Hotspur.

### Nationalmannschaft
Maite Oroz durchlief mehrere Juniorennationalmannschaften ihres Landes. Im Jahr 2013 landete sie mit der U17 bei der Europameisterschaft auf dem dritten Platz. Ein Jahr später stand sie mit ihrer Landesauswahl sowohl bei der U17-Weltmeisterschaft als auch bei der Europameisterschaft im Endspiel, unterlag dort jedoch Japan bzw. Deutschland. Im Jahr 2015 gelang ihr schließlich der erste Titelgewinn auf Nationalmannschaftsebene, bei der U17-Europameisterschaft besiegten die Spanierinnen unter anderem Deutschland in der Gruppenphase mit 4:0 und Frankreich im Halbfinale im Elfmeterschießen um sich im Endspiel schließlich mit 5:2 gegen die Schweiz durchzusetzen und Maite Oroz wurde für ihre individuellen Leistungen in die Mannschaft des Turniers gewählt. Im Folgejahr erreichte sie mit der U19 das Endspiel bei der Europameisterschaft, wo sie mit 1:2 an Frankreich scheiterte. Ein Jahr später gelang ihr mit Spanien der Titelgewinn bei der U19-EM, diesmal konnten sich die Ibererinnen im Finale mit 3:2 an Frankreich revanchieren und Maite Oroz wurde für ihre individuellen Leistungen ins Team des Turniers gewählt. Ihre letzten Spiele für die Juniorennationalmannschaften Spaniens bestritt Maite Oroz bei der U20-Weltmeisterschaft 2018, wo ihre Mannschaft erst im Finale mit 1:3 an Japan scheiterte.
Ende November 2020 wurde Maite Oroz von Teamchef Jorge Vilda im Zuge der EM-Qualifikation für die Spiele gegen Moldau und Polen erstmals in die A-Nationalmannschaft berufen. Aufgrund einer Verletzung konnte sie jedoch letztlich nicht debütieren. Am 18. Februar 2021 feierte sie schließlich, ebenfalls in der EM-Qualifikation, gegen Aserbaidschan ihr Debüt im Nationalteam.

## Erfolge
Verein
- Spanischer Meister 2016

Spanische Nationalmannschaft
- UEFA Women’s Nations League: 2023/24
- U19-Europameisterschaft 2017
- U17-Europameisterschaft 2015

Persönliche Ehrungen
- Mannschaft des Turniers bei der U19-Europameisterschaft 2017
- Mannschaft des Turniers bei der U17-Europameisterschaft 2015